# Supralateralni luk
Supralateralni luk je rijetka optička pojava koja se pojavljuje na na gornjoj strani 22° halo (svjetlosna pojava u obitelji halo), oko dvostruke duljine kruga, a stvara blijedu traku duginih boja u širokom pojasu iznad Sunca. Pa ipak, supralateralni luk nikad ne zatvara kružnicu i gotovo nikad ne doseže ispod Sunca. Crvena boja luka je bliže Suncu, a plava boja sa suprotne strane Sunca. Vidi se samo onda kada je Sunce niže od 32° iznad obzora, a stvaraju ga Sunčeve zrake koje prolaze kroz krajnje bočne strane kristalića (odnosno baze prizme). Vrlo je rijetka pojava.

## Halo
Halo (lat. halo, akuzativ od halos < grč. ἅλως: gumno, okruglo mjesto) je optička pojava u Zemljinoj atmosferi (optika atmosfere) kada se Sunce ili Mjesec naziru kroz tanak sloj oblaka s kristalićima leda. Najpoznatiji je krug oko Sunca ili Mjeseca (potpuni ili njegov dio) promjera 22° (22° halo ili mali halo) koji je na unutarnjoj strani crvenkaste, a na vanjskoj strani plavkaste boje; mnogo rjeđi je halo promjera 46° (46° halo ili veliki halo). 
U istu skupinu optičkih pojava spadaju i: 
- lažna Sunca, parheliji ili pasunca, bjelkaste mrlje na dijelu kruga s obiju strana ili samo s jedne strane Sunca ili Mjeseca, a na istom nagibu kao izvor svjetlosti,
- tangentni lukovi (bjelkaste su boje i dodiruju krug haloa na gornjem vrhu),
- Sunčev stupovi (pojavljuju se iznad Sunca izravno prije njegova izlaska ili nakon zalaska) i drugo,
- cirkumzenitalni luk je optička pojava vrlo slična dugi i to je vrlo blijedi luk okrenut krajevima prema gore (izokrenuta duga),
- cirkumhorizontalni luk može se vidjeti kada visoko na nebu lebde sitni kristalići leda u obliku šesterokutnih pločica,
- parhelijski krug se katkada može zapaziti uz halo u obliku prstena s kutnim polumjerom od 22° (22° halo), ako je oblačni pokrov cirostratusa homogen, koji okružuje nebo paralelno s obzorom (horizontom), a prolazi kroz Sunce i parhelije (lažna Sunca),
- protusunce ili antihelij je rijetka optička pojava koja se nalazi na parhelijskom krugu, na suprotnoj strani od Sunca,
- parantihelij je rijetka optička pojava koja se nalazi na parhelijskom krugu i 60° od protusunca u stranu (ustvari parantihelij se nalazi u vodoravnoj ravnini 120° od položaja Sunca pa ga možemo i nazvati 120° lažno Sunce),
- Parryjev luk je rijetka optička pojava koja se pojavljuje na na gornjoj strani 22° halo, zajedno s gornjim tangencijalnim lukovima (iznad njih),
- supralateralni luk se pojavljuje na na gornjoj strani 22° halo, oko dvostruke duljine kruga, a stvara blijedu traku duginih boja u širokom pojasu iznad Sunca,
- opisani halo se pojavljuje kad je Sunce više od 30° iznad obzora, a kad je Sunce niže od 30° iznad obzora, tangencijalni lukovi se pružaju uvis u obliku slova V.

Sve te pojave nastaju lomom zraka svjetlosti na kristalićima leda pa se pojavljuju djelomično spektralne boje ili nastaju refleksijom (odbijanjem) svjetlosnih zraka na plohama kristalića leda uz pojavu bjeličaste boje ili pak nastaju zajedničkim djelovanjem obaju procesa.